# Pedro González de Sepúlveda

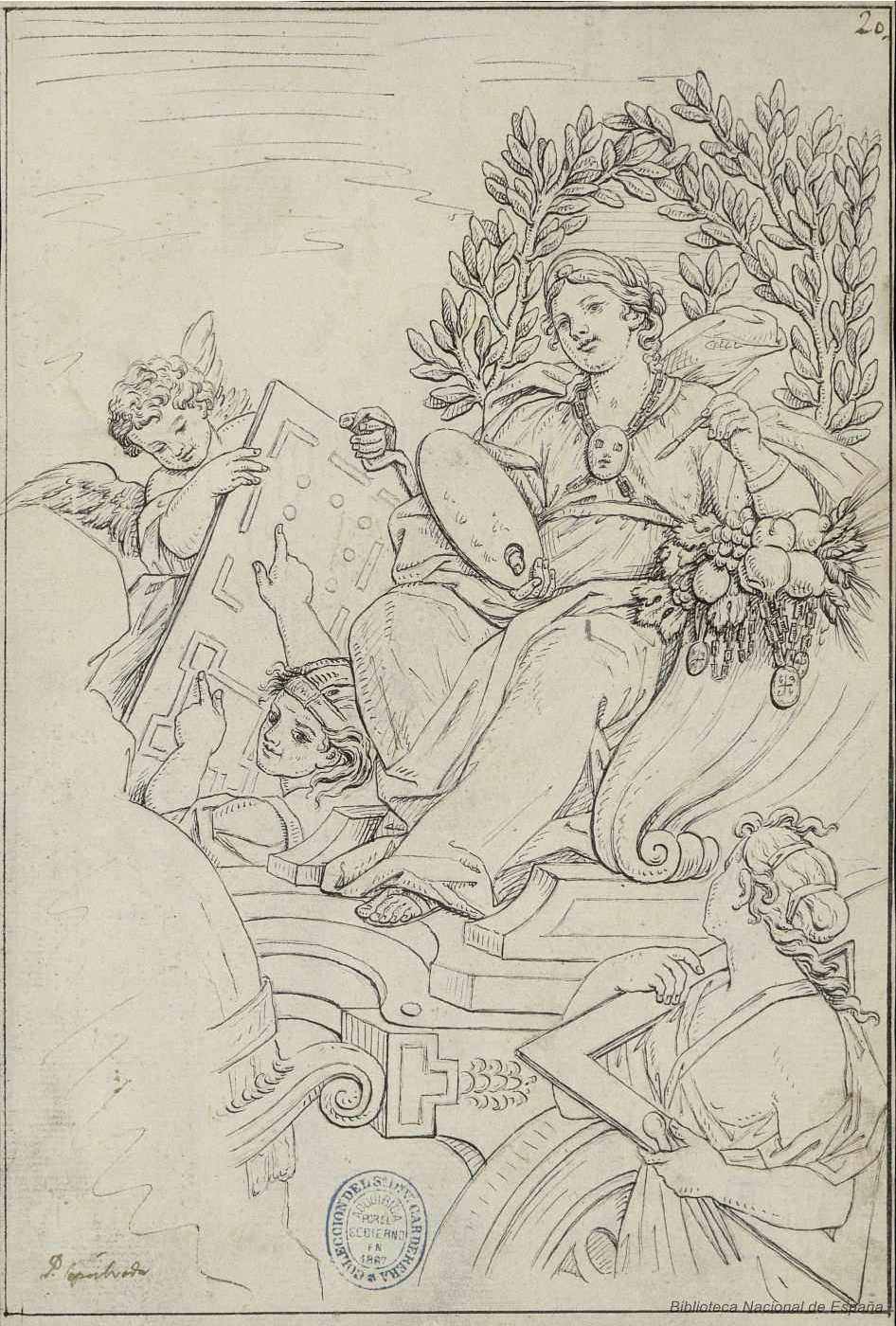
Alegoría de las Bellas Artes, dibujo a pluma y tinta negra sobre papel amarillento verjurado. Madrid, Biblioteca Nacional de España.

Pedro González de Sepúlveda (Badajoz, 1744-Madrid, 17 de mayo de 1815) fue grabador de cámara, director de la Casa de la Moneda de Segovia y de las reales casas de Moneda de España e Indias, director de grabado en hueco de la Real Academia de Bellas Artes de San Fernando y de la escuela de grabado en hueco y máquinas de Madrid.

## Biografía
Estudió escultura con Roberto Michel al tiempo que recibía clases de dibujo y modelado en la Academia de San Fernando, que lo becó para estudiar bajo la dirección de Tomás Francisco Prieto, grabador de cámara de Carlos III. En 1763 obtuvo el premio de la Academia, que de forma extraordinaria en 1766 le renovó la pensión. Siendo primer grabador de la Casa de la Moneda de Segovia contrajo matrimonio en primeras nupcias con María de Loreto Prieto, hija primogénita de su maestro, fallecida a los pocos meses en Segovia el 23 de abril de 1772, y en segundas nupcias con Teodora Salazar, sobrina de Michel. Hecho académico de mérito en 1778, en 1782, a la muerte de Prieto, le sucedió como director de grabado de las reales casas de moneda y grabador de cámara. Como grabador general en 1804 se le pondrá al frente del Departamento de Grabado y Construcción de Instrumentos y Máquinas para la Moneda, de nueva creación dentro de la Real Casa de la Moneda, cargos en los que fue ratificado el 28 de agosto de 1809 por José Bonaparte, nombramiento en el que iba acompañado como segundo grabador por su hijo Mariano.
Grabó, entre otras muchas, monedas árabes para el rey de Marruecos por encargo de Carlos III y las medallas de la institución de la Orden de Carlos III, la de la aclamación de Carlos IV por la villa de Madrid y la medalla de la Real Sociedad Matritense de Amigos del País.
Destacó, además, como coleccionista de medallas, grabados y dibujos, algunos de ellos conservados en el Museo del Prado tras pasar por la colección real, como alguno de los dibujos de la vida de santo Domiingo de Guzmán de Alonso Cano para el convento de Santa Cruz la Real de Granada.
La visita que en compañía de su amigo Juan Agustín Ceán Bermúdez y el arquitecto Pedro Arnal realizó el 12 de noviembre de 1800 a la colección de pinturas de Manuel Godoy, descrita en su diario íntimo, proporciona la primera noticia que se tiene de La maja desnuda de Goya —todavía sin la compañía de La maja vestida, que el aragonés pintaría años más tarde—, guardada junto con la Venus del espejo de Velázquez en una sala reservada del palacio contiguo al Colegio de doña María de Aragón.